# Twostar
Ne doit pas être confondu avec Transat en double.
Le Twostar britannique Plymouth - Newport est une course transatlantique en double qui est courue sur le même trajet que la Transat anglaise en solitaire.
Elle a connu sa première édition en 1981 et se déroule tous les 4 ans. Ouverte en majorité aux monocoques, elle accueille des multicoques de 50 et 60 pieds. Le temps de traversée est d'environ 13 jours de mer pour les multicoques.

## Palmarès

### 1981
1. Brittany Ferries : Chay Blyth - Robert James Trimaran en 14 j 13 h 54 min
2. Elf Aquitaine : Marc Pajot - Paul Ayasse Catamaran en 15 j 06 h 03 min
3. Gauloise 4 : Eric Loizeau - Halvard Mabire Trimaran en 15 j 06 h 53 min
4. Sea Falcon : Robin Knox-Johnston - Harman Catamaran en 15 j 21 h 37 min
5. Faram Serenissima : Bruno Bacilieri - Marc Vallin Monocoque en 16 j 01 h 24 min
6. Monsieur Meuble : Florence Arthaud- François Boucher Monocoque en 16 j 03 h 56 min
7. Starpoint : Martinoni - Austini Trimaran classe 2 en 16 j 04 h 57 min
8. Lesieur Tournesol : Eugène Riguidel - Jean-François Coste Trimaran classe 2 en 16 j 05 h 21 min
9. Charles Heidsieck III : Alain Gabbay - Berranger Monocoque classe 1 en 16 j 05 h 58 min
10. Brittany Ferries Fr : Daniel Gilard - Lionel Péan Trimaran classe 3 en 16 j 06 h 20 min
11. Kriter VIII : Michel Malinovsky - Joël Charpentier Monocoque classe 1 en 16 j 07 h 47 min
12. Gépé Papier peint: Pesty - Grisiaux Trimaran classe 2 en 16 j 22 h 53 min
13. Chaussettes Kindy : Philippe Poupon - J.F Capelle Trimaran classe 4 en 17 j 20 h 29 min
14. Tuesday's Child : Warren Luhrs - Stanek monocoque classe 2 en 18 j 06 h 23 min
15. Technica : Fournier - Nedelec Trimaran classe 4 en 18 j 17 h 39 min
16. Skyjack : Walwyn - Walwyn Catamaran classe 3 en 18 j 22 h 34 min

- Abandon Royale

### 1986
Départ le 8 juin 1986
1. Royale : Loïc Caradec - Olivier Despaigne en 13 j 06 h 12 min

### 1990
1. Elf Aquitaine : Jean Maurel - Michel Desjoyeaux en 10 j 23 h 15 min
2. Fujicolor : Mike Birch - Didier Munduteguy en 11 j 03 h 14 min
3. Pierre 1er : Florence Arthaud - Patrick Maurel

### 1994
1. Primagaz : Laurent Bourgnon - Cam Lewis en 9 j 08 h 58 min
2. Fujicolor : Loïck Peyron - Franck Proffit en 9 j 10 h 18 min
3. Dupon Duran 3 : Pascal Hérold - Lionel Péan en 13 j 02 h 40 min